# Río de la Zorra
El río de la Zorra es un curso natural de agua que fluye en el extremo suroeste de la isla de Chiloé, en la Región de Los Lagos de Chile, con dirección general este a oeste hasta desembocar en el océano Pacífico.

## Historia
Luis Risopatrón lo describe en su Diccionario Jeográfico de Chile de 1924:: 957 
Zorra (Rio de la). 43° 10' 74° 15' Sus aguas abundan en róbalos, corre hacia el W, profundo i oscuro, para desaguar en el mar, con 20 m de ancho, al NE de la punta del misino nombre, en la costa W de la isla de Chiloé, que abunda en piures; se puede remontarlo en embarcaciones menores i debe la denominación a la cantidad de zorras que habitan la comarca. 1, xxi, p. 218 i 279 i carta 69; i xxxii, p. 56; i 156.